# 萨宾·霍森费尔德
萨宾·霍森费尔德（德語：Sabine Hossenfelder，1976年9月18日—）是德国理论物理学家、科学传播者、作家、音乐家和YouTuber。她是《迷失》（Lost in Math: How Beauty Leads Physics Astray）和《存在物理学》（Existential Physics: A scientist's guide to life's biggest questions）的作者，其中《迷失》探讨了基础物理学和宇宙学中优雅的概念。

## 教育
霍森费尔德于1997年在美因河畔法兰克福的法兰克福大学获得数学学士学位。2004年，她在法兰克福大学取得了理论物理学博士学位，论文题目为《超维黑洞：性质和证明》（Schwarze Löcher in Extra-Dimensionen: Eigenschaften und Nachweis）。（她于同年在《物理快报B》上发表了一篇标题类似的英文论文 ，题为《巨大额外维度的黑洞遗迹》[Black Hole Relics in Large Extra Dimensions]。）

## 研究
2004年之前，霍森费尔德一直留在德国，在达姆施塔特的亥姆霍兹重离子研究中心担任博士后研究员。随后，她先后被聘为亚利桑那大学图森分校、加州大学圣巴巴拉分校以及加拿大圆周理论物理研究所的博士后研究员。2009年，她加入瑞典北欧理论物理研究所，担任助理教授。她于2015至2022年间，受雇于法兰克福高等研究院。

## 公众参与和科学成就
霍森费尔德是一名自由科普作家，自2006年起开始撰写博客。她为《福布斯》的“以爆炸开始”（Starts with a Bang）专栏、《量子杂志》、《新科学人》、《自然物理》、《科学美国人》、《鹦鹉螺季刊》和《今日物理学》撰稿。
她在2018年的书《迷失》也出版了德语版，书名为《丑陋的宇宙》（Das hässliche Universum）。霍森费尔德认定宇宙（及其粒子模型）是混乱的，无法用具有数学之美的大统一理论来描述。
她目前（截至2023年）运营着一个同名的YouTube频道（副标题为“没有官话的科学”）。她还有另一个YouTube频道，用于自己创作和录制的音乐。
2022年8月，霍森费尔德出版了一本名为《存在物理学：科学家对人生最大问题的指南》（Existential Physics: A scientist's guide to life's biggest questions）的书，是由維京出版社出版的。

## 代表作品
- [迷失在数学中：美如何导致物理学误入歧途]. Basic Books. 2018 （英语）.
- [存在物理学：科学家对人生最大问题的指南]. 维京出版社. 2022 （英语）.